# سعید حافظی
سعید حافظی (زاده ۱۳۴۶ مسجدسلیمان) کارشناس نفتی و مدیر اجرایی ایرانی است، که هم‌اکنون به عنوان مشاور مدیرعامل شرکت ملی نفت ایران فعالیت می‌کند. وی پیش‌تر در فاصله سال‌های ۱۳۹۲ تا ۱۳۹۵ مدیرعامل و نایب رئیس هیئت مدیره شرکت نفت فلات قاره ایران بود.
حافظی دانش‌آموخته کارشناسی مهندسی نفت از دانشگاه صنعت نفت و کارشناسی ارشد مهندسی مخازن، از دانشگاه هریوت-وات می‌باشد و فعالیت در صنایع نفت و گاز را از سال ۱۳۶۲ در شرکت ملی مناطق نفت‌خیز جنوب آغاز کرد. وی در سال ۱۳۸۷ به عنوان مدیر نمونه شرکت ملی نفت ایران شناخته شد. او در فاصله سال‌های ۱۳۹۰ تا ۱۳۹۲ مدیرعامل شرکت خدمات نفتی پتروایران بود. حافظی سابقه مدیریت در شرکت پایانه‌های نفتی ایران، شرکت بهره‌برداری نفت و گاز مسجدسلیمان و شرکت مهندسی و توسعه نفت ایران را نیز در کارنامه شغلی خود دارد.

## سوابق مدیریتی
- از ۱۳۹۰ تا ۱۳۹۲ مدیرعامل شرکت پتروایران
- از ۱۳۹۲ تا ۱۳۹۵ مدیرعامل شرکت نفت فلات قاره ایران

## سوابق اجرایی
- از ۱۳۷۳ تا ۱۳۷۸ کارشناس سیستم‌های مخازن نفتی شرکت بهره‌برداری نفت و گاز مسجدسلیمان
- از ۱۳۷۸ تا ۱۳۷۹ رئیس عملیات بارگیری نفت خام شرکت پایانه‌های نفتی ایران
- از ۱۳۷۹ تا ۱۳۸۰ کارشناس عملیات مخازن شرکت ملی مناطق نفت‌خیز جنوب
- از ۱۳۸۰ تا ۱۳۸۱ رئیس دفتر هماهنگی تهران شرکت ملی مناطق نفت‌خیز جنوب
- از ۱۳۸۲ تا ۱۳۸۶ سرپرست طرح توسعه میدان نفتی منصوری در شرکت متن
- از ۱۳۸۶ تا ۱۳۸۷ مجری طرح توسعه میدان نفتی بند کرخه در شرکت متن
- از ۱۳۸۷ تا ۱۳۹۰ مجری طرح‌های توسعه میدان نفتی مسجد سلیمان و میدان یادآوران

## تحصیلات
- کارشناسی مهندسی نفت؛ از دانشگاه صنعت نفت (اهواز): از ۱۳۶۹ تا ۱۳۷۳
- کارشناسی ارشد مهندسی نفت؛ از دانشگاه هریوت-وات (ادینبرو، اسکاتلند): از ۱۳۸۱ تا ۱۳۸۲